# Milred
Milred (auch Mildred; † 775) war Bischof von Worcester. Er wurde zwischen 743 und 745 zum Bischof geweiht und trat sein Amt im gleichen Zeitraum an. Er starb 775.